# Рєчина
Рєчина (хорв. Rječina; італ. Eneo; нім. Flaum або Pflaum) — річка в Хорватії. Впадає в Адріатичне море біля міста Рієка (італ. Fiume).

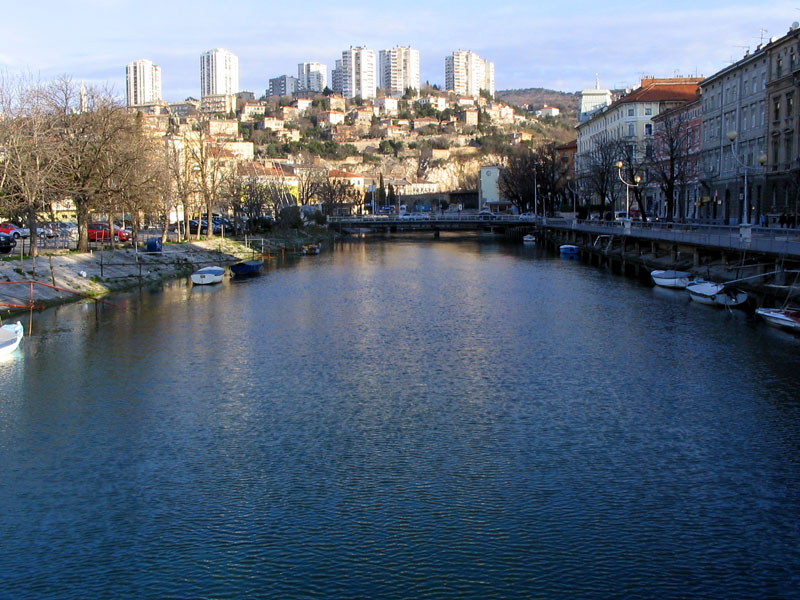
Міст через Рєчину в місті Рієка

Довжина річки становить близько 19 км, середня ширина — 9-16 м. Вона витікає з печери на висоті 325 м над рівнем моря. До 1870 джерело річки знаходилося біля пагорбу, що мав назву Подявор'є (Podjavorje), але він був зруйнований під час землетрусу в районі села Клана. Найбільшими притоками є Сушиця, Лужац, Зала, Захумчиця, Голубинка, Ричиниця та Боровщиця, але вони майже повністю висихають упродовж року.
У 1968 році для господарських потреба на річці було побудовано греблю ГЕС, унаслідок чого утворилося озеро Валичі та зникло (було затоплене) село під однойменною назвою. Майже половину своєї довжини Рєчина протікає дном каньйону. У Рієці русло річки ділиться на два рукави: Мертвий канал (Mrtvi kanal) (старе русло) та Новий канал, який був проритий у XIX ст., коли Мертвий канал використовувався як гавань.
Із визначних пам'яток, розташованих на берегах річки, найвідомішою є Гашпарів млин (Gašparov mlin) у Мартиновому Селі (Martinovo Selo), який було відреставровано у 90-х роках XX ст. З фауни найпоширенішими є форель та річкові краби.